# Prilike
Prilike (cyr. Прилике) – wieś w Serbii, w okręgu morawickim, w gminie Ivanjica. W 2011 roku liczyła 1311 mieszkańców.